# Bataille de la Bzura
Seconde Guerre mondiale
Batailles
Campagne de Pologne :
- Ultimatum allemand
- Ordre de bataille
- Opération Himmler
- Plan Pékin
- Plan Worek
- Baie de Dantzig
- Défense de la poste centrale de Dantzig
- Westerplatte
- Grudziądz
- Mokra
- Węgierska Górka
- Krojanty
- Forêt de Tuchola
- Borowa Góra
- Wizna
- La Bzura
- Hel
- Jarosław
- Brest-Litovsk
- Tête de pont roumaine
- Invasion soviétique
- Lwów
- Modlin
- Tomaszów Lubelski
- Grodno
- Krasnobród
- Wilno
- Varsovie
- Szack
- Wytyczno
- Kock

La bataille de la Bzura (ou bataille de Kutno) est la plus grande bataille de la campagne de Pologne menée par le IIIe Reich. Elle s'est déroulée en plusieurs étapes du 9 au 22 septembre 1939, se soldant, malgré une contre-attaque polonaise réussie, par une écrasante victoire allemande. Elle a opposé les forces de la 8e Armée du général Johannes Blaskowitz et de la 10e Armée du général Walter von Reichenau du groupe d'armées Sud du général Gerd von Rundstedt. Les forces polonaises étaient constituées par l'armée "Toruń" commandée par le général Władysław Bortnowski et l'armée „Poznań” commandée par le général Tadeusz Kutrzeba. 
Près de 170 000 soldats polonais sont capturés et 18 000 tués durant la bataille, portant un coup sévère à l'armée polonaise.

## Contexte historique

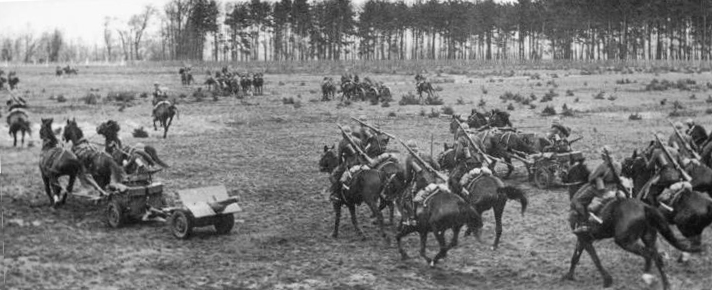
Brigade de cavalerie polonaise.

Dès le début de l'invasion allemande, le front polonais est rapidement enfoncé. Au nord, les forces polonaises se retirent sur le Bug, alors qu'à l'ouest de la Vistule, le 2e corps d'armée polonais est détruit. Les Polonais ne possèdent plus comme forces importantes que l'armée  "Toruń" commandée par le général Władysław Bortnowski et l'armée „Poznań” commandée par le général Tadeusz Kutrzeba. C'est à partir de ces deux unités qu'est planifiée la contre-attaque de la Bzura, la seule contre-offensive d'importance des Polonais pendant cette campagne.
La contre-offensive polonaise a comme objectif principal d'inciter les alliés franco-britanniques à déclencher une offensive, dont la rumeur veut qu'elle soit planifiée pour le 15 septembre. Plus concrètement, l'offensive vise à repousser les armées allemandes, qui semblent manquer d'un second souffle après l'effort initial.
Les Polonais jettent dans la bataille 8 divisions d'infanterie, 2 brigades de cavalerie, une quinzaine de bataillons d'infanterie, plusieurs escadrons de cavalerie indépendante et 25 batteries d'artillerie lourde. En face, les Allemands alignent 17 divisions d'infanterie, 2 divisions blindées, 3 divisions légères, une division motorisée et 114 batteries d'artillerie lourde.

## Déroulement de la bataille

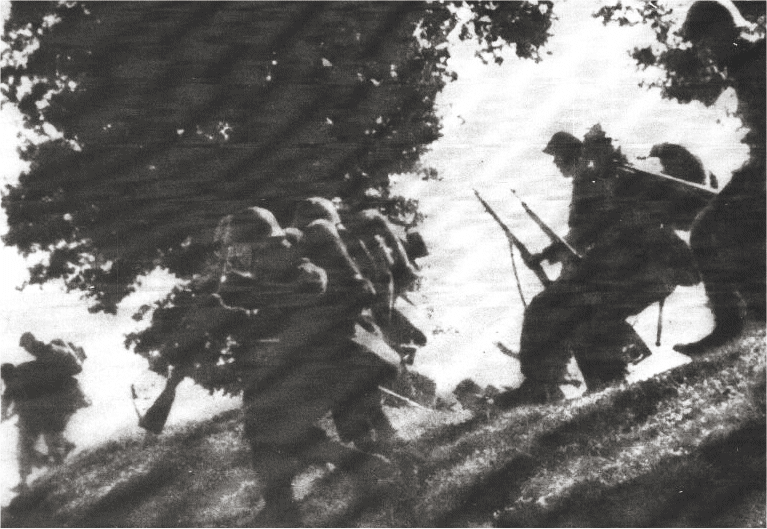
Soldats du d'infanterie polonais lors de la bataille.

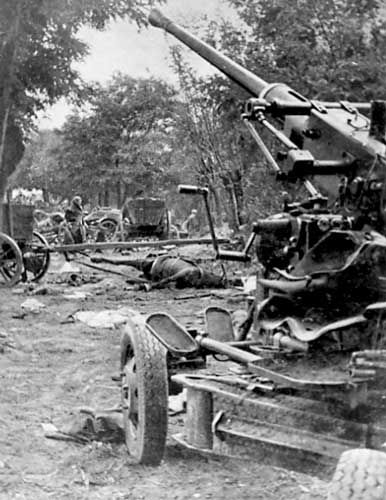
L'artillerie polonaise après un raid aérien lors de la bataille.

L'attaque prend les Allemands par surprise et les Polonais réussissent à se rendre maîtres d'un important secteur au nord d'Ozorków. Venant du sud, la 3e Panzergrenadier-Division atteint les arrières du général Kutrzeba. Ce dernier change alors la direction de son attaque pour avancer vers Skierniewice le 14 septembre. Les Polonais franchissent la Bzura et prennent Łowicz.
Cependant, d'importantes forces allemandes convergent vers le fleuve, ce qui pousse le général Władysław Bortnowski à suspendre son offensive, de crainte de voir ses arrières coupés. Les Polonais traversent le fleuve, au prix de lourdes pertes. Afin d'éviter un encerclement, le général Kutrzeba redirige l'offensive en direction de Varsovie.
Mais les Allemands déjouent les plans polonais et, au prix de lourdes pertes, bloquent la progression de la majeure partie des forces polonaises faisant route vers la capitale, et ferment la nasse dans laquelle seront pris 170 000 hommes.

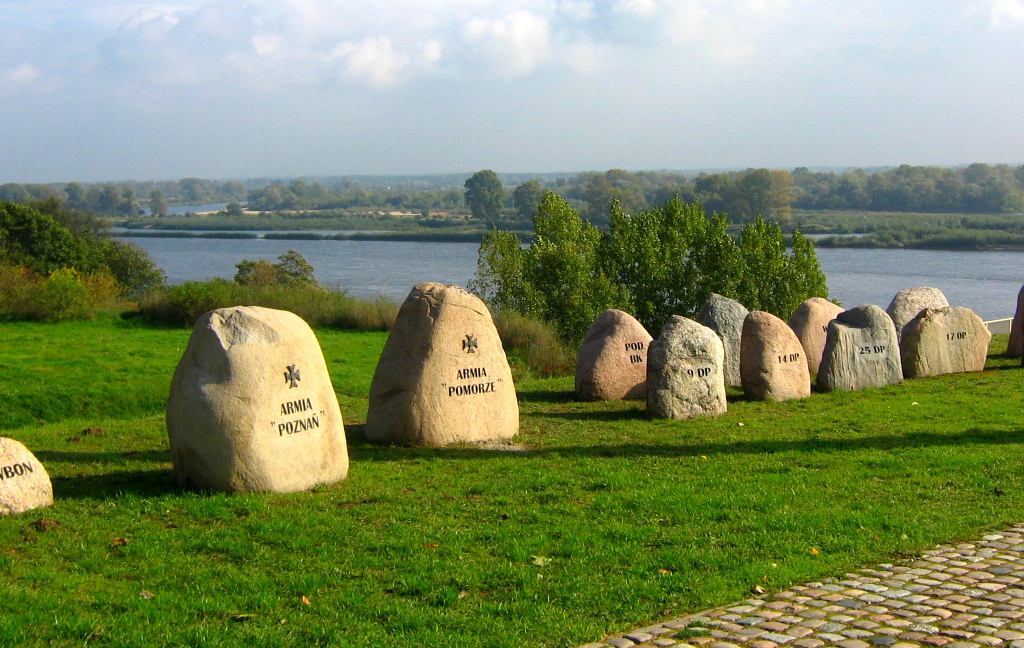
Monument aux Héros polonais de la Bzura.